# David Jou i Andreu
|  | David Jou redirigeix aquí. Per al poeta, físic, traductor i assagista, vegeu David Jou i Mirabent. |

David Jou i Andreu (Sitges, 26 de setembre de 1924 - 13 de setembre de 2024) fou un capità de la marina mercant i historiador català.

## Biografia
Era fill de l'escultor noucentista Pere Jou i Francisco –autor dels capitells del Palau de Maricel–; marit de la bibliotecària d'origen cubà –però establerta a Sitges– Lolita Mirabent i Muntané, i pare del poeta i professor universitari David Jou i del notari Lluís Jou. La seva professió el va portar a viure fora durant molts anys de la seva vida. Jou va navegar gairebé un quart de segle fent les rutes del petroli i responsabilitzant-se de les instal·lacions marítimes de les refineries de Cartagena i Tarragona.
Com a historiador, va investigar la migració de sitgetans a Cuba, a Puerto Rico i a l'actual municipi d'Isla Cristina, la població andalusa coneguda antigament com La Figuerilla, que va acollir pescadors de Sitges i Mataró durant el segle xviii, i que ha estat objecte dels seus estudis de recerca.
Algunes de les darreres publicacions de David Jou han estat Memòria de navegacions. Records de Sitges i del mar, un llibre autobiogràfic, tot i que l'autor no se situa com a protagonista de la seva història personal, sinó com a relator de records del Sitges de preguerra i dels anys de navegació per totes les rutes del petroli, a l'Atlàntic, el Carib, el mar Roig i el Mediterrani.

## Reconeixements
- 2014 - Fill Predilecte de Sitges, per la qual cosa s'instal·là una placa de marbre amb el seu nom al Saló de Plens de l'Ajuntament, al costat d'altres noms referents de la història local.[1][5]

## Publicacions[6][7]
- Catalanes en Isla Cristina: aportación al estudio de la presencia de Sitges en la antigua Isla de la Higuerita (1995)
- Vint-i-cinc anys del Grup d'Estudis Sitgetans (2001)
- La Guerra civil de 1936-39 a Sitges: tres conferències amb Roland Sierra i Farreras, Robert Teixidó i Pascual (2001)
- Diari de guerra i postguerra, Sitges 1936-1942 (2002)
- Els sitgetans a Amèrica i Diccionari d'"Americanos": Aportació a l'estudi de la migració catalana a Amèrica 1778-1936 (2008)
- Memòria de navegacions: records de Sitges i del mar (2014)